# Thomas River (Naskaupi River)
Der Thomas River oder Utshashumeku-shipiss (Innu-Name) ist ein etwa 70 km langer rechter Nebenfluss des Naskaupi River im zentralen Osten von Labrador in der kanadischen Provinz Neufundland und Labrador.

## Flusslauf
Das Quellgebiet des Thomas River liegt auf einer Höhe von etwa 470 m. Der Thomas River durchfließt im Oberlauf eine Reihe von Seen. Er strömt dabei in einem Bogen: anfangs nach Westen, dann nach Norden und schließlich nach Osten. Zwischen den Flusskilometern 6 und 15 befindet sich der Salmon Lake (Utshashumeku-nipi) am Flusslauf. Der Thomas River mündet schließlich in das Westufer des Naskaupi Lake, der eine Flussverbreiterung des Naskaupi River darstellt. Das Einzugsgebiet umfasst schätzungsweise 350 km². Es grenzt im Norden an das des Seal Lake sowie im Süden an das des Red Wine River sowie im Südosten an das des Wapustan River.